# Ringiculidae
Ringiculidae Philippi, 1853 è una famiglia di piccoli molluschi gasteropodi marini. È l'unica famiglia della superfamiglia Ringiculoidea e del superordine Ringiculimorpha.

## Distruzione e habitat
La famiglia ha una distribuzione cosmopolita essendo presente nelle acque di tutti i continenti eccetto l'Antartide; è presente dal piano intertidale fino al piano abissale.
Nel Mediterraneo sono presenti cinque specie del genere Ringicula.

## Tassonomia
A lungo attribuita all'ordine Cephalaspidea, la famiglia Ringiculidae è stata spostata dalla classificazione di Bouchet e Rocroi del 2005 nel clade “Lower Heterobranchia”. Recentemente uno studio di filogenetica molecolare ha inaspettatamente dimostrato uno stretto legame filogenetico tra i ringiculidi e gli altamente dissimili Nudipleura. I due raggruppamenti sono stati pertanto accomunati in un nuovo taxon (denominato Ringipleura), attualmente considerato al rango di subterclasse dell'infraclasse Euthyneura (assieme ad Acteonimorpha e Tectipleura).
La famiglia comprende i seguenti generi:
- Microglyphis Dall, 1902
- Pseudoringicula Lin, 1980
- Ringicula Deshayes, 1838
- Ringiculoides Minichev, 1966
- Ringiculopsis Chavan, 1947

Sono noti anche i seguenti generi estinti:
- Avellana d'Orbigny, 1842 †
- Gilbertina Morlet, 1888 †
- Ringiculospongia Sacco, 1892 †